# Succession
Succession és una sèrie de televisió estatunidenca creada per Jesse Armstrong estrenada el 3 de juny de 2018 a HBO.

## Sinopsi
La sèrie retrata una família de l'elit novaiorquesa. Les vides del patriarca d'un important grup mediàtic, Logan Roy (Brian Cox) i els seus quatre fills (Sarah Snook, Jeremy Strong, Kieran Culkin i Alan Ruck), amb les traïcions i fracassos que deriven de la lluita pel control del futur de l'empresa.

## Repartiment

### Personatges principals
- Brian Cox: Logan Roy
- Jeremy Strong: Kendall Roy
- Sarah Snook: Siobhan "Shiv" Roy
- Kieran Culkin: Roman Roy
- Alan Ruck: Connor Roy
- Hiam Abbass: Marcia Roy
- Matthew Macfadyen: Tom Wamsgans
- Nicholas Braun: Greg Hirsch
- Natalie Gold: Rava Roy
- Peter Friedman: Frank Vernon

### Personatges Secundaris
- J. Smith-Cameron: Gerri Killman, consellera de Waystar Royco
- Rob Yang: Lawrence Yee
- Scott Nicholson: Colin
- David Rasche: Karl
- Arian Moayed: Stewy Hosseini, financer i amic de Kendall.
- Ashley Zukerman: Nate Sofrelli
- Justine Lupe: Willa, acompanyant i més tard esposa de Connor Roy.
- Judy Reyes: Eva, productora executiva del canal de notícies ATN
- Eric Bogosian: Gil Eavis, potencial candidat presidencial

## Capítols

### Temporada 1 (2018)
| Episodi | Títol                         | Director       | Guionista             | Data d'estrena        |
| 1       | Celebration                   | Adam McKay     | Jesse Armstrong       | 3 de juny del 2018    |
| 2       | Shit Show at the Fuck Factory | Mark Mylod     | Tony Roche            | 10 de juny del 2018   |
| 3       | Lifeboats                     | Mark Mylod     | Jonathan Glatzer      | 17 de juny del 2018   |
| 4       | Sad Sack Wasp Trap            | Adam Arkin     | Anna Jordan           | 24 de juny del 2018   |
| 5       | I Went to Market              | Adam Arkin     | Georgia Pritchett     | 1 de juliol del 2018  |
| 6       | Which Side Are You On?        | Andrij Parekh  | Susan Soon He Stanton | 8 de juliol del 2018  |
| 7       | Austerlitz                    | Miguel Arteta  | Lucy Prebble          | 15 de juliol del 2018 |
| 8       | Prague                        | S. J. Clarkson | Jon Brown             | 22 de juliol del 2018 |
| 9       | Pre-Nuptial                   | Mark Mylod     | Jesse Armstrong       | 29 de juliol del 2018 |
| 10      | Nobody Is Ever Missing        | Mark Mylod     | Jesse Armstrong       | 5 d'agost del 2018    |

### Temporada 2 (2019)
| Episodi | Títol                 | Director                               | Guionista                                            | Data d'estrena          |
| 1       | The Summer Palace     | Mark Mylod                             | Jesse Armstrong i Alice Birch                        | 12 d'agost del 2019     |
| 2       | Vaulter               | Andrij Parekh                          | Jesse Armstrong, Jon Brown i Alice Birch             | 18 d'agost del 2019     |
| 3       | Hunting               | Andrij Parekh                          | Jesse Armstrong, Tony Roche Alice Birch              | 25 d'agost del 2019     |
| 4       | Safe Room             | Shari Springer Berman i Robert Pulcini | Jesse Armstrong, Georgia Pritchett i Alice Birch     | 1 de setembre del 2019  |
| 5       | Tern Haven            | Mark Mylod                             | Jesse Armstrong, Will Tracy i Alice Birch            | 8 de setembre del 2019  |
| 6       | Argestes              | Matt Shakman                           | Jesse Armstrong, Susan Soon He Stanton i Alice Birch | 15 de setembre del 2019 |
| 7       | Return                | Becky Martin                           | Jesse Armstrong, Jonathan Glatzer i Alice Birch      | 22 de setembre del 2019 |
| 8       | Dundee                | Kevin Bray                             | Jesse Armstrong, Mary Laws i Alice Birch             | 29 de setembre del 2019 |
| 9       | DC                    | Mark Mylod                             | Jesse Armstrong i Alice Birch                        | 6 d'octubre del 2019    |
| 10      | This Is Not for Tears | Mark Mylod                             | Jesse Armstrong i Alice Birch                        | 13 d'octubre del 2019   |

### Temporada 3 (2021)
| Episodi | Títol                     | Director                               | Guionista                          | Data d'estrena          |
| 1       | Secession                 | Mark Mylod                             | Jesse Armstrong                    | 17 d'octubre del 2021   |
| 2       | Mass in Time of War       | Mark Mylod                             | Jesse Armstrong                    | 24 d'octubre del 2021   |
| 3       | The Disruption            | Cathy Yan                              | Ted Cohen i Georgia Pritchett      | 31 d'octubre del 2021   |
| 4       | Lion in the Meadow        | Shari Springer Berman i Robert Pulcini | John Brown                         | 7 de novembre del 2021  |
| 5       | Retired Janitors of Idhao | Kevin Bray                             | Tony Roche i Susan Soon He Stanton | 14 de novembre del 2021 |
| 6       | What it Takes             | Andrij Parekh                          | Will Tracy                         | 21 de novembre del 2021 |
| 7       | Too Much Birthday         | Lorene Scafaria                        | Georgia Pritchett i Tony Roche     | 28 de novembre del 2021 |
| 8       | Chiantishire              | Mark Mylod                             | Jesse Armstrong                    | 5 de desembre del 2021  |
| 9       | All the Bells Say         | Mark Mylod                             | Jesse Armstrong                    | 12 de desembre del 2021 |

## Al voltant de la sèrie
Succession es pot considerar que està a mig camí entre el drama i la comèdia negra. En la seva primera temporada la història es desenvolupa en 10 episodis d'una hora de durada. Va ser renovada per tres temporades més, la segona amb 10 episodis, la tercera amb 9 i la quarta i última amb 10.

### Crítiques
La primera temporada va rebre valoracions positives dels crítics, qualificant la sèrie com intel·ligent, fresca i amb una interpretació vital, obtenint una aprovació del 85% a l'agregador Rotten Tomatoes, amb puntuació mitjana del 7,19 /10 sobre un total de 61 anàlisis i a un 79% de l'audiència els va agradar. Per Ingrid Centena a El Cinèfil, "La virtut de Succession rau en la força dels seus personatges que superposen la vida laboral i la familiar, els diners i les emocions, l'empresarial i el sentimental, fent que l'espectador s'hi submergeixi des del primer capítol".

### Premis i Nominacions
Guardonada com a millor sèrie dramàtica als Globus d'Or per la seva segona temporada, millor actor de televisió per Brian Cox.